# Xã Somer, Quận Champaign, Illinois
Xã Somer (tiếng Anh: Somer Township) là một xã thuộc quận Champaign, tiểu bang Illinois, Hoa Kỳ. Năm 2010, dân số của xã này là 1.268 người.